# Thoralf Strømstad
Thoralf Strømstad (Bærum, 13 gennaio 1897 – Oslo, 10 gennaio 1984) è stato uno sciatore nordico norvegese attivo sia nello sci di fondo, sia nella combinata nordica.
Era fratello di Nora, sciatrice alpina di alto livello.

## Biografia
Dal 1918 al 1924 è stato costantemente tra i migliori atleti al Trofeo Holmenkollen, sia nella 50 km di fondo sia nella combinata nordica; già nel 1916 aveva vinto la gara di salto valida per la combinata stessa. Nel 1923 è stato insignito della medaglia Holmenkollen.
Ha partecipato ai I Giochi olimpici invernali di Chamonix-Mont-Blanc 1924, conquistando due medaglie d'argento, nella 50 km di fondo e nella combinata nordica.
A quasi quarant'anni di distanza dai Giochi del 1924, Strømstad denunciò che era stato commesso un errore nel punteggio a favore del suo connazionale Thorleif Haug nella gara di salto con gli sci. Nel 1974 il Comitato Olimpico Internazionale decise quindi di riparare l'errore e di premiare lo statunitense Anders Haugen con il bronzo. La medaglia fu consegnata dalla figlia di Haug (deceduto nel 1934) durante una cerimonia ufficiale svoltasi a Oslo, alla quale partecipò anche Strømstad.

## Palmarès

### Combinata nordica

#### Olimpiadi
- 1 medaglia:
  - 1 argento (individuale a Chamonix-Mont-Blanc 1924)

#### Campionati norvegesi
- 1 oro (individuale nel 1919)[1]

### Sci di fondo

#### Olimpiadi
- 1 medaglia, valida anche ai fini dei Mondiali:
  - 1 argento (50 km a Chamonix-Mont-Blanc 1924)

#### Campionati norvegesi
- 1 oro (30 km nel 1922)[1]

## Onorificenze
- Medaglia Holmenkollen (1923)